# Félix Bernardelli
Atiliano Félix Bernardelli (São Pedro do Sul, Rio Grande do Sul 1862 – Guadalajara, México 1908) foi um pintor, músico e professor brasileiro. Embora o artista tenha origens brasileiras foi no México que ele se consagrou como artista, sendo um dos nomes mais relevantes para o desdobramento do modernismo da região.
Bernardelli introduziu a técnica aquarela no México e mostrou, por meio da pintura, como expressar as luminosidades da vertente impressionista do modernismo e contribuiu para o desenvolvimento do muralismo mexicano , que ganhou força após a Revolução Mexicana.
O artista organizava periodicamente na casa de sua irmã, Funny, reuniões com personalidades das artes plásticas e literárias, entre eles estavam os pintores como Dr. Atl, Roberto Montenegro, assim como, Rafael Ponce de Leon e José María Lupercio, que inclusive foi seu aluno. Bernardelli também foi um dos fundadores do Ateneu Jaliscience, em 1903, cuja instituição tinha como objetivo associar os artistas plásticos e literários de Guadalajara. 
Bernardelli contribuiu para o desenvolvimento da pintura de paisagem como um gênero independente, com efeitos técnicos de nuances claras e cromáticas.

## Biografia

### Família

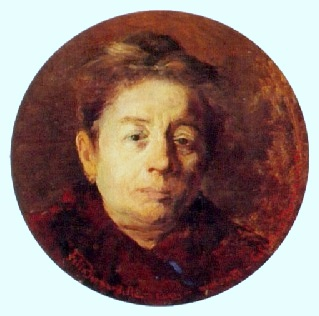
Retrato de Celestina Bernardelli

Félix Bernardelli é o filho caçula de uma família de artistas estrangeiros. Seu pai, de origem italiana, Óscar Bernardelliera violinista. Já a sua mãe, Celestina Thierry, foi uma bailarina francesa. Ambos tiveram parte da educação construída no Teatro alla Scala, localizado na cidade de Milão - Itália antes de percorrerem a Europa e embarcarem para Guadalajara - México, onde tiveram dois filhos, Francisca – que Félix conheceu apenas em 1886 - e Rodolfo na década de 1850. De Guadalajara partiram para Valparaíso, no Chile, onde nasceu outro filho, Henrique, no ano de 1857. Tanto o avô quanto o irmão de Félix, Rodolfo Bernardelli, eram escultores. Já o outro irmão, Henrique Bernardelli era pintor.
Em 1881, os pais de Félix foram convidados pelo imperador Dom Pedro II a se mudarem para a cidade do Rio de Janeiro a fim de serem preceptores nas áreas de música e francês das princesas Isabel e Leopoldina, filhas do monarca. Óscar também foi um dos responsáveis pela formação da Orquestra Imperial do Imperador.
O pintor apenas conheceu a irmã mexicana quando tinha 14 anos, quando foi pela primeira vez a Guadalajara. Francisca, carinhosamente chamada de Fanny, ficou no México sob a tutela do seu padrinho, Sr. Escorza.
Diferente dos irmãos, Félix não tem uma carreira artística brasileira consolidada. Tanto Rodolfo quanto Henrique Bernardelli se tornaram professores da Escola Nacional de Belas Artes (Enba) na passagem do Brasil Império para a República.

### Carreira

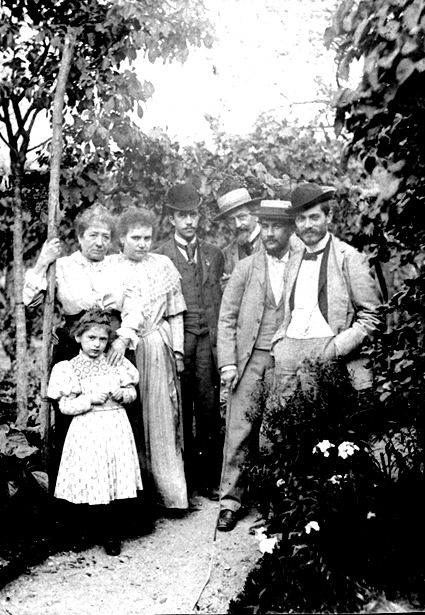
Da esquerda para a direita: Angelina Agostini (filha de Angelo Agostini então com 5 anos de idade), a mãe dos Bernardelli, uma senhora desconhecida, o filho de Angelo Agostini, Angelo Agostini, Félix Bernardelli e Eliseu Visconti - Paris - 1893.

Em 1865, viajando pela Região Sul, o imperador D. Pedro II conheceu em Porto Alegre os irmãos Bernardelli, e os convidou para residir e estudar no Rio de Janeiro. Assim, Félix, que já demonstrava grandes pendores para a pintura e para a música, pôde ingressar, aos quinze anos, na Academia Imperial de Belas Artes, assim como seus irmãos.
Terminado o curso, viajou para Roma, Itália onde desenvolveu seus conhecimentos musicais e se aprofundou nos estudos artísticos que fizera na Corte. Félix ficou na Europa por oito anos, onde, ao lado dos seus irmãos, contribuiu para o sustento do músico brasileiro, Alberto Nepomuceno.
É provável que o pintor tenha passado por Paris e estudado em academias particulares, entre elas a de Gustav Moreau, Gabriel Ferrier e William Bouguereau. Mas, por conta de elementos como a raiz italiana da família, a influência dos irmãos, além da preferência da Academia de Belas Artes do Rio de Janeiro pelo ensino italiano, é mais viável que Félix tenha passado o maior tempo de sua viagem na Itália.
Em 1895, Bernardelli deixou a Europa e partiu para Guadalajara pela segunda vez. Na época, a cidade era considerada a segunda maior do México, entretanto era um dos locais considerados isolados do contexto artístico/sócio-cultural do país.

#### Guadalajara

##### Contexto
A última década do século XIX foi problemática para a vida artística em Guadalajara, uma vez que não havia uma instituição formal voltada para as artes plásticas. O início dos anos 1890 foi o suficiente para fechar a Escola de Desenho e Belas Artes, ambas pertencentes, até então ao Instituto de Ciências, devido à falta de recursos financeiros. Por outro lado, a Academia de San Carlos da Cidade do México - capital do México - era um dos principais elementos que contribuía para a concentração da cena artística na capital.
A crise estimulou os artistas locais a se expressarem e a exigirem dos governantes estaduais academias e escolas de pintura. Além disso, a sociedade artística cobrou, no período, o governador Luis del Carmen Curie a promessa de fundar a academia de artes plásticas “Atenas Mexicana”.
Em 1896, o pintor Felipe S. Gutiérrez organizou uma exposição com mais de cem pinturas, de artistas como Felipe Castro, Carlos Villaseõor, Roberto López Portillo e Rojas, e Dr. Alt. Mas a falta de assistentes para o preparo da mostra resultou em infortúnios e na espera por um público menos indiferente frente às artes.

#### Influência
A exemplo de seus pais, Bernardelli se infiltrou na camada conservadora e intelectual da cidade de Guadalajara, por meio de participações em concertos e exposições da cidade. Além disso, o pintor participou do Clube de Artistas Pintores “Gerardo Suárez”, que acontecia geralmente aos sábados à noite no Ateneu Jalisciente na maior sala de aula da instituição. Entre os participantes dessas reuniões estavam Jorge Enciso - que também foi seu aluno na oficina - e Rafael Ponce de León e o próprio Bernardelli que trabalhou com alguns membros do clube para reunir na capela central do hospício de Guadalajara um acervo com quadros, relíquias, livros e cerâmica. 
Com o desejo de se integrar na camada intelectual da sociedade e de formar uma neutralidade intelectual e cultural no país, o pintor se projetou – por meio da mídia – como alguém que seguia o estilo de europeu. Nos anúncios, a sua descrição era “Professor das Academias de Paris e Roma”. Na rede de contatos estavam o poeta Juan José Tablada, o pintor Antonio Fabrés, o arquiteto Adamo Boari e o jornalista Manuel Caballero. 
A influência de Bernardelli pôde ser conferida na mídia local após a instalação de sua oficina, que aconteceu em seguida de sua instalação na cidade, um jornalista emitiu a seguinte nota: “muitos de nós ouvimos o violão magistralmente surpreendidos, mas o que poucos sabem é que o mesmo admirável músico é um pintor de grande talento, enamorado de sua arte e que mantém na sua casa produtos de gemas verdadeiras de seu pincel”. 
As descrições das obras de Bernardelli feitas pelo jornalista foram o único registro que restou de algumas pinturas do artista. Em 1905, a oficina queimou e fez com que boa parte de seu acervo fosse perdido. Foi neste mesmo período que o artista expandiu o seu trabalho para a Cidade do México e para os Estados Unidos.  Em 1896, Bernardelli e o pianista, Enrique Morelos foram a Nova Iorque – Estados Unidos, onde Félix teve uma exposição, com obras de Bernardelli pintadas em Roma, Paris e no México.

### Oficina

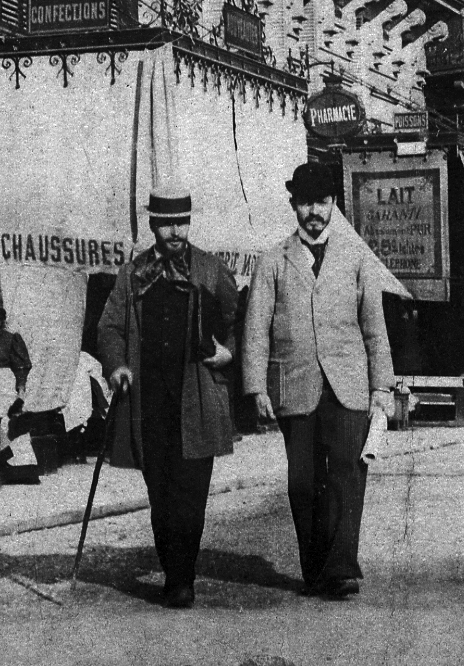
Félix Bernardelli e Eliseu Visconti em Paris - c.1893

#### Pintura
Dedicada à educação de senhoras e senhoritas, Bernardelli abriu sua oficina na Calle del Carmen nº 54, que seguia o estilo das academias gratuitas europeias pelas quais ele passou, sem a intenção de ministrar para pintores especializados. Nas oficinas o pintor ensinava o manuseio de pintura a óleo, aquarela e guache, além de técnicas, por meio de atividades como produção de pintura de flores e paisagens em seda, porcelana, marfim e terracota. A tendência impressionista e a concepção antiacadêmica também predominavam seus ministérios, em que as produções passavam longe do conservadorismo plástico que se predominava nas instituições e no mercado tradicional.
Diante desse embate com a hegemonia da época, a escola de Bernardelli impôs a modernidade no México, antes de Antonio Fabrés que o fez em 1903 na Academia de San Carlos, localizada na capital. Além de precursor, o artista de origens brasileiras tinha o costume de motivar seus alunos a viajarem para a Europa e à própria Cidade do México para conhecerem outras artes. Paralelamente a isso, Bernardelli contribuiu com o movimento muralista mexicano, em que seus alunos, Dr. Atl (ou Roberto Montenegro) e Jorge Enciso, foram pioneiros.
Os incentivos de Bernardelli para seus pupilos conhecerem outras instituições de ensino foram documentadas por meio de cartas. Em um dos episódios, o aluno Ponce de Leon enviou uma carta ao professor dizendo que o diretor de pintura da Academia de San Carlos, Antonio Fabrés, o recebeu muito bem “...mas quando soube que me enviou, ele mesmo me abraçou”.
Estimular os alunos a viajar confirma a visão do artista sobre o mundo no qual ele estava imerso, sem raízes aprofundadas. Bernardelli acreditava que os seus discípulos deviam seguir e alavancar a carreira fora de Guadalajara, embora soubesse da importância da sua oficina no local. Entretanto, o próprio pintor permaneceu na periferia do país diante de um dilema: encorajar seus alunos a se inserirem no sistema predominante pelo preço de diminuir suas possibilidades de chegar aos centros urbanos.
No diário da esposa de Bernardelli, Concepción Sánchez Aldana, também pode estar outra razão que fez o pintor continuar em Guadalajara. Nos escritos, Bernardelli considerou se mudar para a Cidade do México pouco antes do casamento que aconteceu em 1899 e chegou a ficar até mesmo alguns meses na capital. Entre as teorias de sua esposa está que a vivência na Academia de San Carlos não foi atraente o suficiente para o marido permanecer lá. É possível que apenas em Guadalajara, Bernardelli tenha tido liberdade nos vários campos em que atuava, uma vez que estava longe das instituições tradicionais metropolitanas. 
Após esse retorno a Guadalajara, Bernardelli decidiu combinar os feitos da academia com a elaboração da pintura mural como fonte mais garantida e estável de renda. A decisão teve forte influência dos irmãos que estavam no Brasil, uma vez que Henrique, desde a década de 1890, recebeu importantes demandas para pintar paredes de edifícios públicos, entre as pinturas estão a do Teatro Municipal e na Biblioteca Nacional, as duas localizadas na cidade do Rio de Janeiro. Já entre as encomendas de Félix estava a decoração do interior de residências, fachadas e até mesmo a cúpula da Igreja da Solidão. 

### Técnicas
Na oficina de Félix Bernardelli era possível aprender a fazer desenhos de esculturas, nus, aquarelas e pinturas ao ar livre, o que dava à academia um aspecto diversificado. E o reflexo disso pode ser visto no próprio artista que não era adepto de uma técnica específica.
A flexibilidade para lidar com métodos plurais permitiu quer Bernardelli trabalhasse com naturalidade em desenhos de paredes e paisagens ao ar livre, com técnicas variando entre tinta óleo, aquarela - que era desconhecida no México até a chegada de Félix - lápis em materiais como tela, papelão, madeira ou papel. O natural também estava presente nos nus feitos pelo artista, em que poses mais leves eram representadas, além de uma produção de desenhos mais original e menos estereotipada sobre os corpos.
A diversidade utilizada para construir arte foi estendida aos seus alunos e mais tarde narrada cronologicamente pela exposição “Félix Bernardelli e sua oficina”, que aconteceu no ano de 1996 no Museu de São Carlos. A mostra, além de exibir as produções do pintor também deu espaço à oficina de seus alunos. 
Temas exóticos, ibéricos e muçulmanos também foram introduzidos pelo pintor no final do século XIX.

#### Música
Félix Bernardelli também fundou um quarteto de cordas em Guadalajara. Além de inúmeras apresentações com o conjuntos, Bernardelli também conduziu a orquestra da cidade por algumas vezes e abriu, ao lado de José Rolón, em 1907, uma academia de música na Rua Santuário. A oficina chegou a ter 104 alunos matriculados. O local ensinava solfejo, canção, coro, composição, piano, instrumentos de cordas, além de órgão.
Em maio de 1895, em parceria com Enrique Morelos, Félix apresentou uma série de concertos sem fins lucrativos com a participações dos músicos Miguel Solano, Ruben Castillo, Luis de la Torre e Antonio Hernández.

### Morte
No dia 18 de maio de 1908, após retornar de uma viagem, na qual passou alguns dias com a sua mãe no sítio de seu cunhado, próximo a Guadalajara, Félix Bernardelli morreu aos 46 anos devido uma infecção bacteriana chamada Erispela.

## Prêmios

### Prêmios concedidos pela Academia Imperial das Artes do Brasil
- 1876 - Rio de Janeiro: Medalha de prata em ornamentos de design e figura;[3]
- 1877 - Rio de Janeiro: Medalha de ouro em design figurativo;[3]
- 1878 - Rio de Janeiro: Medalha de prata com design de ornamento e figura;[3]
- 1880 - Rio de Janeiro: Medalha de ouro em arquitetura;[3]
- 1882 - Rio de Janeiro: Medalha de prata em pintura histórica;[3]
- 1883 - Rio de Janeiro: Medalha de prata em modelo vivo[3]
- 1894: 1ª Exposição Geral de Belas Artes pela obra "Passará Ele?"

Em "Passará Ele?" Bernardelli narra uma cena em que uma moça de bochechas rosadas para de varrer a casa, para sentar-se em uma cadeira que está posicionada em frente uma janela. Ela está a espera do amado. A obra é articulada por meio de um jogo de claro e escuro, em que a personagem é o maior ponto de luz da obra, e o resto do cômodo - provavelmente um quarto - é predominado pela penumbra. Os traços em "Passará Ele?" são pouco delineados.

## Obras
A obra Passará Ele? Recebe Medalha de ouro de 3ª classe na Exposição Geral de Belas Artes em 1894.

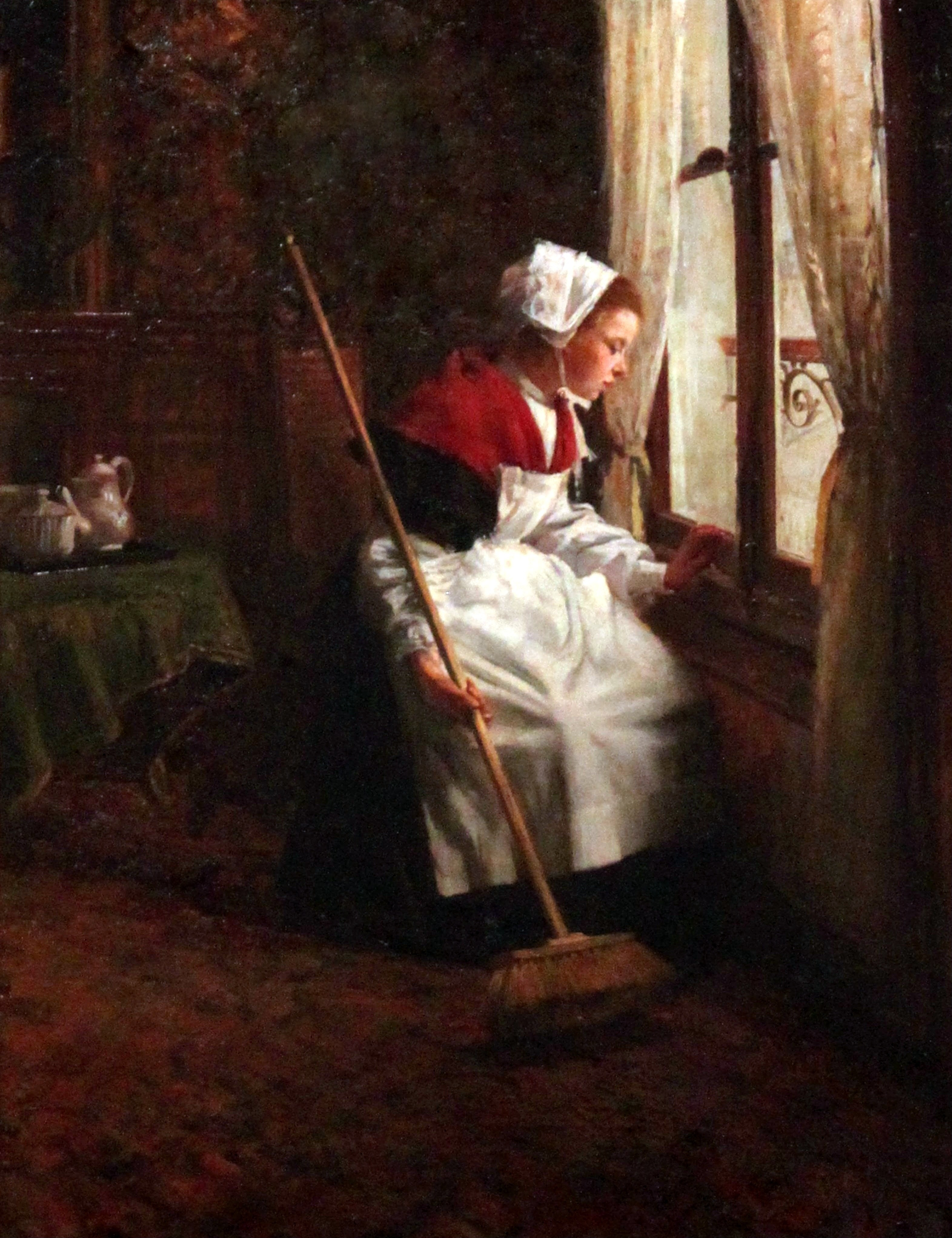
Passará Ele?
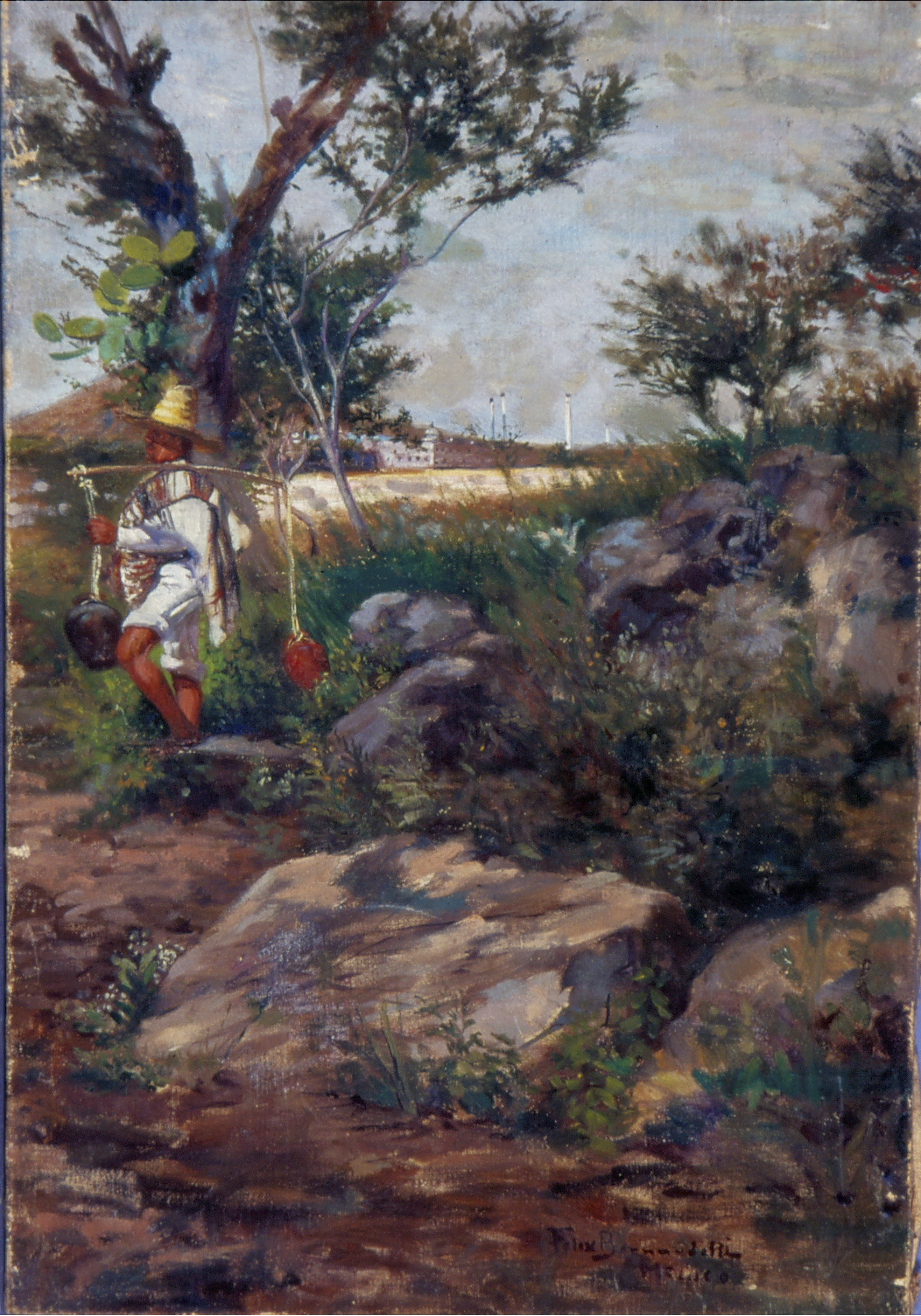
Arredores de Guadalajara - México
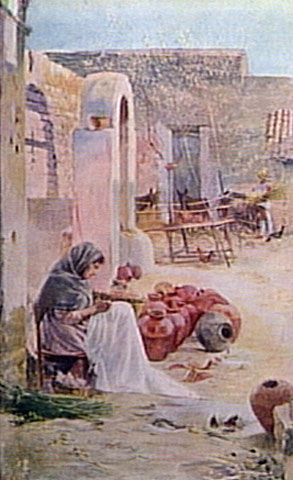
Costumes Mexicanos
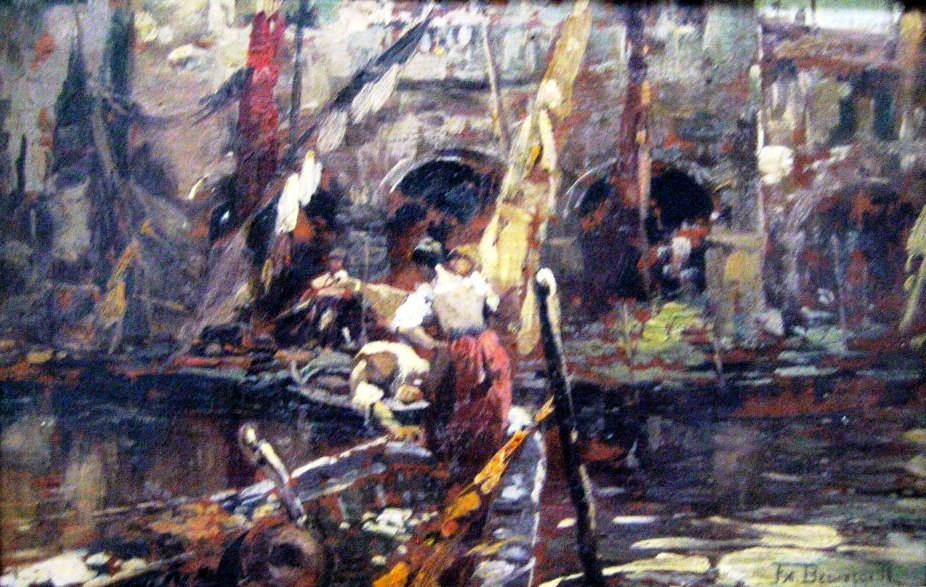
Chioggia
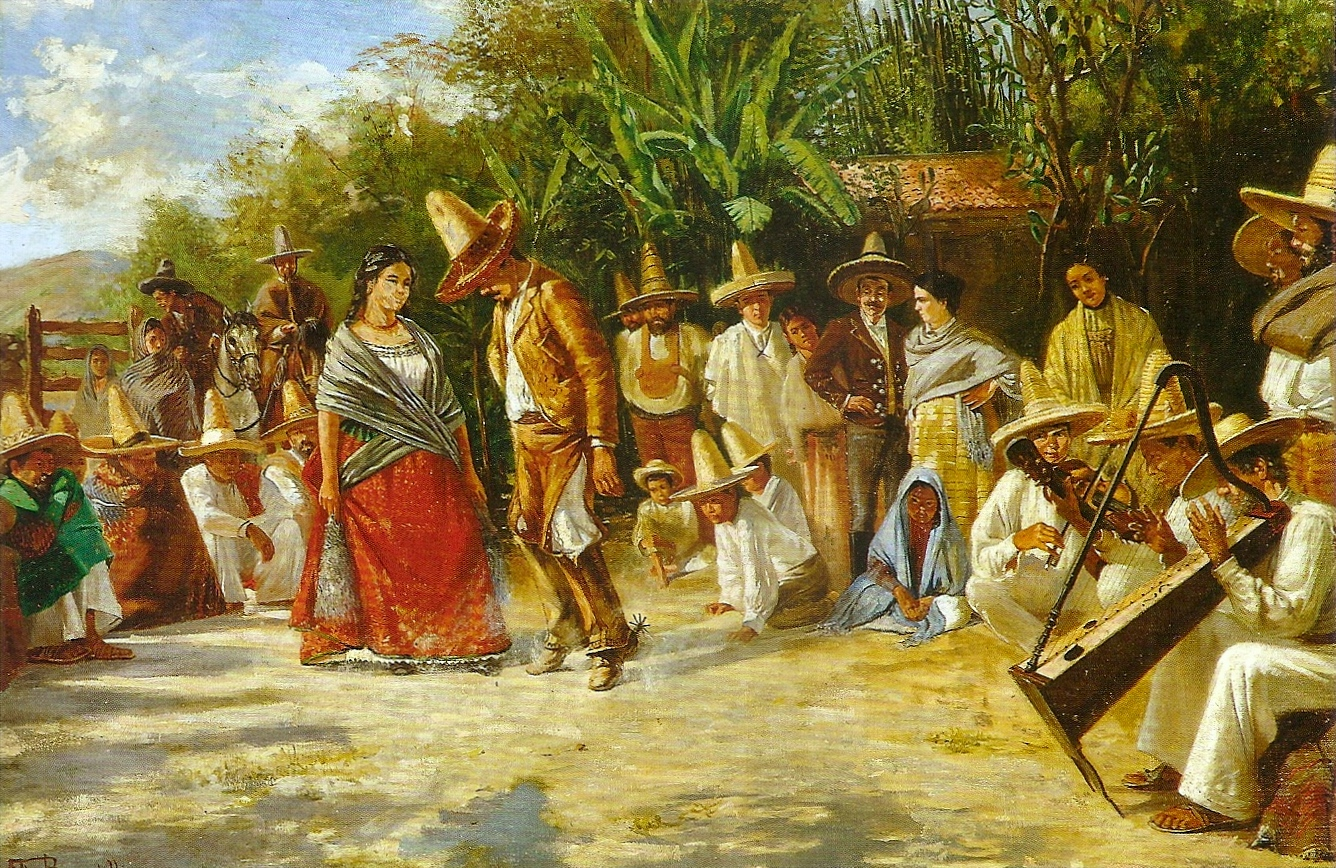
Dança Mexicana
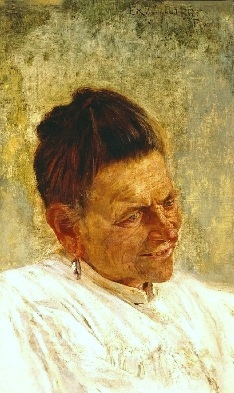
Cabeça de Velha
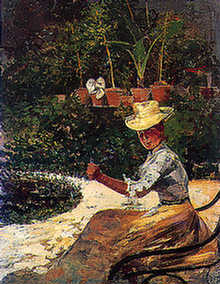
Figura no jardim